# Septuagésima
La Septuagésima es el período litúrgico de tres semanas que precede a la Cuaresma. Marca el inicio del tiempo de Carnaval, un tiempo de preparación a la Cuaresma, en el que se inicia la abstinencia de la carne en días laborables.
El domingo de Septuagésima cae el día 64.º (9 semanas) antes de Pascua, y debe su nombre a una simplificación, que puede ser explicada históricamente: el primer domingo del tiempo de Carnaval al ser introducido en el calendario litúrgico fue el domingo de Quinquagesima (siglo VI). En el siglo VII se añadieron otros dos domingos, el primero, que cae casi sesenta días antes de la Pascua, fue llamado domingo de Sexagésima y el segundo de Septuagésima.
El domingo de Septuagésima puede caer del 18 de enero al 22 de febrero. El color litúrgico de este domingo es el morado. Es el tercer domingo antes del Miércoles de Ceniza. Sin embargo varias conferencias episcopales deciden llevar el color verde del Tiempo Ordinario.
En el rito romano ordinario, el domingo de Septuagésima ha dado paso a un domingo del tiempo ordinario. 
El domingo de Septuagésima está presente también en el calendario luterano.